# Robert Fellowes
Pour les articles homonymes, voir Fellowes.
Robert Fellowes, né à Sandringham le 11 décembre 1941 et mort le 29 juillet 2024, est un courtisan britannique, secrétaire privé de la reine Élisabeth II de 1990 à 1999.
Il est aussi le beau-frère de Diana, princesse de Galles, et le cousin germain maternel de Ronald Ferguson, le père de Sarah, duchesse d'York.

## Famille
Robert Fellowes est le fils du major des Scots Guards William Fellowes, agent des terres de la reine à Sandringham, et de son épouse Jane Charlotte Ferguson, fille du brigadier-général Algernon Francis Holford Ferguson (arrière-grand-père de Sarah, duchesse d'York).
Les Fellowes de Shotesham à Norfolk sont une vieille famille de la gentry, branche cadette des barons de Ramsey (branche aînée).
Fellowes épouse Jane Spencer, sœur aînée de Diana, princesse de Galles, le 20 avril 1978 à l'Abbaye de Westminster, alors qu'il est secrétaire privé adjoint de la reine. Diana est une demoiselle d'honneur. Ils ont trois enfants, Laura Jane Fellowes (née le 19 juillet 1980), Alexander Robert Fellowes (né le 23 mars 1983) et Eleanor Ruth Fellowes (née le 20 août 1985).

## Début de carrière
Fellowes joue au cricket pour Norfolk dans le championnat des comtés mineurs de 1959, faisant une apparition chacun contre le Buckinghamshire et le Nottinghamshire Second XI. Fellowes fait ses études au Collège d'Eton et rejoint les Scots Guards en 1960 sur une courte commission de service. Après avoir terminé son service en 1963, il entre dans le secteur bancaire, travaillant pour Allen Harvey and Ross Ltd, courtiers à escompte et banquiers, 1964-1977. Il est directeur général à partir de 1968.

## Service royal
En 1977, Fellowes est recruté pour rejoindre la Maison royale en tant que secrétaire privé adjoint. Il passe les 20 années suivantes au cabinet du secrétaire privé, devenant adjoint en 1986 et secrétaire privé en 1990.
Fellowes quitte son poste en février 1999 pour revenir à la banque privée, sa retraite ayant été annoncée implicitement le 1er juin 1998 lorsque son successeur Robin Janvrin est désigné. Il est créé pair à vie le 12 juillet 1999 en prenant le titre de baron Fellowes, de Shotesham dans le comté de Norfolk dans la liste des honneurs d'anniversaire de la reine. Il siège comme pair crossbencher.

## Fin de carrière
Après sa retraite de la Maison royale, Lord Fellowes devient vice-président, puis président de Barclays Private Banking. Il est également administrateur de sociétés et administrateur du Rhodes Trust, de la Mandela Rhodes Foundation et du Winston Churchill Memorial Trust. Il est également vice-président du Commonwealth Institute et président de The Voices Foundation de 2004 à 2012. Il est président du Prison Reform Trust en 2001.
Il est nommé conseiller privé (CP) en 1990. Il reçoit la version de la reine Élisabeth II de la Médaille royale pour services longs et fidèles pour 20 ans de service à la famille royale en 1997.
Il est secrétaire et greffier de l'ordre du Mérite à partir du 19 juillet 2016.